# Résolution 1539 du Conseil de sécurité des Nations unies
Membres permanents
- Chine
- États-Unis
- France
- Royaume-Uni
- Russie

Membres non permanents
- Algérie
- Allemagne
- Angola
- Bénin
- Brésil
- Chili
- Espagne
- Pakistan
- Philippines
- Roumanie

Résolution no 1538 Résolution no 1540
La résolution 1539 du Conseil de sécurité des Nations Unies, adoptée à l'unanimité le 22 avril 2004, est une résolution thématique traitant des enfants et des conflits armés. Après avoir rappelé les résolutions 1261 (1999), 1308 (2000), 1314 (2000), 1325 (2000), 1379 (2001) et 1460 (2003), le Conseil de sécurité a à nouveau condamné l'utilisation d'enfants soldats et a demandé au Secrétaire général de faire des recommandations pour la mise en place d'un mécanisme de surveillance.
Cette résolution marque la première fois que le Conseil élargit le cadre de protection en identifiant d’autres catégories de violations du droit international commises à l'encontre les enfants.

## Résolution

### Préambule
Le Conseil de sécurité demeure préoccupé par le manque de progrès en matière de protection des enfants touchés par les conflits armés, bien qu’il ait noté certaines avancées dans les domaines du plaidoyer et normatif. Elle a appelé les États à mettre fin à l'impunité et à poursuivre les responsables de génocide, de crimes contre l’humanité, de crimes de guerre et autres violations du droit international. Le Conseil a réitéré son engagement à lutter contre l’impact des conflits sur les enfants et a souligné l’importance d’un accès sans entrave aux enfants touchés par les guerres. En outre, il a noté que l’enrôlement d’enfants de moins de 15 ans dans les forces armées nationales était considéré comme un crime de guerre en vertu du Statut de Rome de la Cour pénale internationale et que le Protocole facultatif à la Convention relative aux droits de l’enfant exigeait qu’un âge minimum de 18 ans soit fixé pour le recrutement obligatoire dans les hostilités.
Le préambule de la résolution souligne également la détermination du Conseil à assurer le respect des normes internationales en matière de protection des enfants.

### Dispositif
La résolution commence par condamner l’utilisation et le recrutement d’enfants soldats, le meurtre et la mutilation d’enfants, le viol, les violences sexuelles, les enlèvements, les déplacements forcés, l'entrave à l'aide humanitaire, les attaques contre les écoles et les hôpitaux, la traite, le travail forcé, la réduction en esclavage, et les autres sévices subis par les enfants touchés par les conflits armés.
Le Secrétaire général Kofi Annan a été chargé de proposer, dans un délai non contraignant de trois mois, un plan d'action pour créer un mécanisme global de surveillance du recrutement et de l'utilisation d'enfants soldats et des abus commis contre les enfants.
Dans le même temps, le Conseil a exprimé son intention d’envisager de nouvelles mesures pour mettre fin au lien entre le commerce illégal de ressources, le trafic d’armes, les enlèvements transfrontaliers, le recrutement et les conflits armés. Toutes les parties concernées ont été exhortées à respecter les obligations internationales qui leur sont applicables.
Le Conseil s'est déclaré préoccupé par le recrutement continu d'enfants soldats par certaines parties et a appelé lesdites parties à élaborer des plans dans les trois mois pour mettre fin à l'utilisation et au recrutement d'enfants soldats. Il a demandé au Secrétaire général d'examiner régulièrement leur conformité et a exprimé l'intention d'imposer de nouvelles mesures contre les parties ou les pays qui n'ont pas coopéré, comme des embargos sur les armes. Entre-temps, il a été décidé de conserver les dispositions relatives spécifiquement à la protection des enfants dans les mandats des opérations de maintien de la paix, y compris le déploiement de conseillers à la protection de l’enfance. De telles dispositions concernant les enfants seraient également incluses dans les programmes de désarmement, démobilisation et de réintégration, et le Conseil a souligné que l’éducation jouerait un rôle important dans la prévention du recrutement d’enfants dans les conflits armés,.
En outre, la résolution demandait aux Nations Unies de mettre en œuvre des services d’éducation, de dépistage et de conseil en matière de VIH/SIDA. Elle a salué les dispositions prises par les organisations régionales et sous-régionales telles que l’Union européenne (UE) et la Communauté économique des États de l’Afrique de l’Ouest (CÉDÉAO) pour la protection des enfants, en encourageant l’intégration de ces politiques par le biais de plaidoyers, de plans et de programmes, en élaborant des mécanismes de suivi, en établissant des mécanismes de protection de l’enfance et en incluant du personnel de protection de l’enfance. Le Conseil a encouragé le renforcement des institutions régionales et locales.
Enfin, le Secrétaire général a été exhorté à veiller à ce que la protection des enfants soit prise en considération dans ses futurs rapports au Conseil, et a été prié de rendre compte avant le 31 octobre 2004 de la mise en œuvre des résolutions 1379 (2001) et 1460 (2003), y compris des progrès réalisés concernant un mécanisme de suivi.

## Voir également
- Résolutions thématiques du Conseil de sécurité des Nations unies relatives aux enfants et les conflits armés